# Дик, Иан
Иан Робинсон Дик (англ. Ian Robinson Dick, 30 августа 1926, Боулдер, Австралия — 5 сентября 2012, Перт, Австралия) — австралийский крикетист и хоккеист (хоккей на траве), нападающий.

## Биография
Иан Дик родился 30 августа 1926 года в австралийском городе Боулдер.
Начал играть в окружных соревнованиях по крикету, когда ему не исполнилось и 12 лет. Выступал за команду колледжа Уэсли, в котором учился. Впоследствии играл в соревнованиях первого класса, сыграл один матч за Западную Австралию.
В 1946 году дебютировал в сборной Западной Австралии по хоккею на траве, в 1948 году — в сборной Австралии, играл за неё до 1958 года.
В 1956 году вошёл в состав сборной Австралии по хоккею на траве на Олимпийских играх в Мельбурне, занявшей 5-е место. Играл на позиции нападающего, провёл 6 матчей, забил 2 мяча (по одному в ворота сборных Кении и Сингапура). Гол в ворота кенийцев стал первым для сборной Австралии на Олимпиадах. Был капитаном команды.
Работал фармацевтом.
Умер 5 сентября 2012 года в австралийском городе Перт.

## Семья
Братья Иана Дика Александр (1922—2018) и Дэвид Дик также играли в крикет за Западную Австралию. Их дядя Билли Дик (1889—1960) играл в австралийский футбол в Викторианской лиге.

## Память
В 1991 году введён в Зал чемпионов Западной Австралии по хоккею на траве.
В 2008 году введён в Зал славы австралийского хоккея.